# Майгуль Аксельссон
Майгулль Аксельссон — шведська письменниця, журналістка й соціолог-дослідник.

## Біографія

### 1947—1997
Народилася в 1947 році в м Ландскруна (Landskrona) і виросла в м Несше (Nässjö). Пройшла підготовку в школі журналістики Поппіус (Poppius journalistskola). У своїй журналістській діяльності спеціалізується з питань праці та економіки. Крім того, вона отримала посаду співробітника з питань інформації при Міністерстві закордонних справ і була редактором журналу мод «Beklädnadsfolket». Перші роботи Аксельссон були написані в жанрі публіцистики і зачіпали теми дитячої проституції, безпритульності і бідності в Швеції. Перша художня книга, роман «Далеко від Ніфльхейму», вийшла в 1994 році. За свій найзнаменитіший роман, «Квітнева відьма», письменниця отримала премію Стріндберга. Роман був проданий у кількості більше 200000 примірників і перекладений на 15 мов.

### 1997—2002
У 1997 році Аксельссон опублікувала свій другий роман, «Квітнева відьма» (Aprilhäxan), який приніс їй міжнародну популярність і був перекладений на 23 мови. В одній тільки Швеції було продано понад 400 000 примірників. Роман має найпряміше відношення до фантастики, а саме включає в свою структуру провідну містичну лінію головної героїні. Книга заслужено отримала престижні Серпневу премію і премію BMF-plaketten. Роман «Квітнева відьма» в базі локусів визначається як fantasy novel, в окремих рецензіях можуть назвати і «казкою». Найвідоміший твір автора, з посиланнями на творчість Рея Бредбері

### з 2002
У 2002 році вона дебютувала в якості драматурга з п'єсою «LisaLouise» («ЛізаЛуіса»). У 2004 році виходить четвертий роман Аксельссон — «Я, якої не було» (Den jag aldrig var). Тепер перед нами історія жінки з подвійним ім'ям МеріМарі. Дивним чином героїня одночасно проживає два життя. В одному з них вона успішний політик і стає міністром в уряді, в другому — відбуває термін у в'язниці за вбивство чоловіка. Що ж це — паралельні світи, роздвоєння особистості або спогади про життя, якої не було — ми дізнаємося, дочитавши цю книгу до кінця. Як і раніше, болісний пошук себе і складні любовні переживання стають лейтмотивами твору. У 2008 році Аксельссон випустила роман — «Is och vatten, vatten och is» («Лід і вода, вода і лід»). Наразі Майгулль Аксельссон проживає в місті Васбю, шведської провінції Уппланд з чоловіком і двома синами.

### Документальні
- Азія в їхніх очах (Asien i deras ögon) (1978)
- Наші менші брати (Våra minsta bröder) (1986)
- Росаріо мертвий (Rosario är död) (1989)
- Вони вбивають нас (De dödar oss) (1991)
- Шведський союз робітників одягу (Svenska beklädnadsarbetareförbundet) 1950—1971, (1991)
- Союзу робітників шкіл та шкіри (Sko- och läderarbetareförbundet) 1948—1971 (1991)
- Шведський союз робітників текстилю (Svenska textilarbetareförbundet 1949—1971) (1991)
- Приєднуйся до лотка (Med i facket) (1992)
- Витоки обличчя (Orättvisans ansikten) (1992)
- Що відбувається з дітьми? (Vad händer med barnen?) (1994)
- І тих, хто цього не зробив (…och dom som inte har) (1996)

### Художні
- Вдалині від Ніфльхейму (Långt borta från Nifelheim) (1994)
- Квітнева відьма (Aprilhäxan) (1997) ISBN 5-94145-087-7
- Випадкова прогулянка (Slumpvandring) (2000)
- Місто замків (En stad av slott) (2002)
- Я, якої не було (Den jag aldrig var) (2004)
- Лід і вода, вода і лід (Is och vatten, vatten och is) (2008)
- «Мене звуть не Міріам» (Jag heter inte Miriam) (2014)